# Sant Magí de Vallmoll
Sant Magí de Vallmoll és una capelleta neoclàssica de Vallmoll (Alt Camp) protegida com a bé cultural d'interès local.

## Descripció
La capella està situada al mur de l'edifici del carrer de Sant Magí, número 13. La fornícula, d'arc de mig punt, allotja la imatge del sant. El conjunt es completa amb una decoració superposada al muri que presenta característiques formals pròpies del neoclassicisme arquitectònic: utilització equilibrada d'elements clàssics (pilastres laterals, frontó triangular, volutes decoratives)... Al timpà del frontó figura la data de 1801.

## Història
Les capelletes, elements representatius de la devoció popular i d'extensa tradició, compten a Vallmoll amb dotze exemplars. Són dedicades a la Verge i a diferents Sants, i anys enrere, guarnides, ass aven els punts de parada de la processó del Corpus. Així mateix, en moments d'inseguretat col·lectiva (per exemple, el còlera del 1885), constituïen punts de reunió per resar el rosari. La capella de Magí uneix a l'interès com a element popular el de recollir l'estètica de l'arquitectura culta d'inicis del segle xix.